# Giancarlo Nicotra
Giancarlo Nicotra (Roma, 30 aprile 1944 – Roma, 12 giugno 2013) è stato un regista e attore italiano conosciuto prevalentemente per aver diretto numerosi programmi televisivi di grande popolarità.
Era figlio dell'attore Antonio Nicotra.

## Biografia
Secondo di tre figli, figlio dell'attore Antonio Nicotra e di Mariannina Libassi, era fratello di Angelo e Franco, anch'essi attori.

### Carriera

#### Gli inizi come attore bambino
Figlio d'arte, ha debuttato a 6 anni come attore bambino partecipando a un buon numero di pellicole diretto da registi importanti: Carlo Borghesio, Mario Costa, Anton Giulio Majano, Mario Monicelli e Domenico Paolella. La sua interpretazione cinematografica più celebre è stata probabilmente quella nel film diretto da Steno L'uomo, la bestia e la virtù del 1953. Nel 1958 ha recitato anche in uno sceneggiato televisivo, Canne al vento diretto da Mario Landi. Ha doppiato molti film, ad esempio sua è la voce di Jean-Pierre Léaud nella versione italiana de I 400 colpi. Ha anche prestato la sua voce a Lee Aaker nella serie di telefilm Rin Tin Tin. Dopo aver fatto esperienza come attore, doppiatore, direttore di doppiaggio, montatore cinematografico, aiuto regista, è stato assistente di Enzo Trapani nel film Altissima pressione e nelle trasmissioni TV Aria condizionata e Zucchero e cannella. Nel 1967 ha collaborato con Antonello Falqui dirigendo gli inserti filmati scritti da Enrico Vaime per l'edizione di Canzonissima 1968 al Teatro delle Vittorie.

### La comicità in TV
Proseguendo sulla strada del suo maestro Enzo Trapani nel 1978, dopo una decina d'anni di regie nel settore del varietà, ha ideato e realizzato per la prima rete Rai La sberla, quattro puntate che hanno sancito (18 milioni di spettatori) il successo di un nuovo modo di fare spettacolo in televisione: ritmo veloce, gags, sketch girati in pellicola e ambientati in scenografie vere, canzoni, e assenza della figura del presentatore. Il successo è stato tale che l'anno dopo il programma è passato al sabato sera in prima serata riscuotendo lo stesso favore del pubblico. In quell'anno ha vinto l'Oscar TV come miglior regista.

#### Mediaset
Nel 1983, chiamato a collaborare alla Fininvest, ha ideato e diretto Drive In. Il programma ebbe un grande successo, contribuendo a lanciare la televisione commerciale in Italia.
Negli anni successivi ha realizzato W le donne e Grand Hotel, che è stato un altro successo della Fininvest.

#### Il teatro
In teatro è stato l'ideatore e il produttore con Pippo Baudo del Teatro Tenda il primo Teatro itinerante. Ha diretto la commedia musicale In bocca all'Ufo al Teatro Sistina di Roma con Renato Rascel e ha firmato la regia televisiva di otto commedie di e con Peppino De Filippo, una delle quali Non è vero... ma ci credo detiene ancora oggi il record d'ascolto della prosa in TV, e Rinaldo in campo nella versione che vedeva Massimo Ranieri come protagonista.

#### Gli speciali e i contratti
Ha realizzato numerosi speciali televisivi tra i quali quelli con Aretha Franklin, Duke Ellington, Marlene Dietrich, George Ben, Frank Sinatra, Claudio Baglioni, Lucio Dalla, Massimo Ranieri, Charles Aznavour. Ha avuto modo di dirigere, ospiti dei suoi programmi, grandi star nazionali e internazionali come Sophia Loren, Gina Lollobrigida, Alberto Sordi, Alighiero Noschese, Madonna, Richard Gere, Jodie Foster, Demi Moore, Brad Pitt, Spice Girls, Take That, Andrea Bocelli, Laura Pausini, Adriano Celentano.
Ha firmato la regia di molte riprese esterne della Rai: il Premio Valentino, il Premio Troisi, il Premio Charlot, varie edizioni dello spettacolo di capodanno.
È stato più volte legato alla Rai, alla Fininvest, alla Videa, alla Aran, alla Endemol e a Telemontecarlo ed è stato direttore artistico di Odeon TV. Ha vinto premi come la Maschera d'argento, la Gondola d'argento al festival del cinema di Venezia, la Gondola d'oro al Festival della Musica di Venezia, l'Oscar TV - premio regia televisiva.
Nel 2011 con Nicola Paparusso, suo socio, scrive e produce la seconda edizione del Gran Galà del Made in Italy trasmesso da Rai Internazionale.

### La Cina
Nel 2011 si è trasferito in Cina e ha creato a Shanghai la società Spazio Danza. Ha firmato la regia dello spettacolo d'inaugurazione del IT'S (Italian Pavillon).

### Morte
È morto il 12 giugno 2013 a Roma a 69 anni dopo una lunga malattia.

## Vita privata
Nel 2002, dopo più di trent'anni di convivenza, sposò Adriana Tavone, che col marito precedente aveva messo al mondo Elisabetta e Cristina Moffa.

## Filmografia

### Attore
- Il nido di falasco, regia di Guido Brignone (1950)
- Serenata tragica, regia di Giuseppe Guarino (1951)
- Cento serenate, regia di Anton Giulio Majano (1951)
- Gli angeli del quartiere, regia di Carlo Borghesio (1952)
- Pentimento, regia di Enzo Di Gianni (1952)
- L'uomo, la bestia e la virtù, regia di Steno (1953)
- La domenica della buona gente, regia di Anton Giulio Majano (1953)
- Saluti e baci, regia di Giorgio Simonelli (1953)
- Per salvarti ho peccato, regia di Mario Costa (1953)
- Donatella, regia di Mario Monicelli (1956)
- Bambini doppiatori, regia di Damiano Damiani (1957)
- Canne al vento, regia di Mario Landi – sceneggiato televisivo (1958)
- Il terrore dei mari, regia di Domenico Paolella (1961)
- Come inguaiammo il cinema italiano - La vera storia di Franco e Ciccio, regia di Ciprì e Maresco – documentario (2004)

### Regie televisive
- Incontro con Lionel Hampton (Rai, 1967)
- Canzonissima 1968 (inserti filmati Rai) (1967-1968)
- Sottovoce ma non troppo, (Secondo Programma, 1971)
- Adesso musica (Rai, 1970-1972)
- Monte Conero - Speciale 3 milioni (Rai, 1971)
- Senza rete (Rai, 1973-1975)
- Sabato sera dalle 9 alle 10 (Rai, 1973)
- Gente d'Europa (Rai, 1974)
- Chi? (Rai, 1974)
- Una grande emozione (Rai, 1975)
- Il mondo è bello perché è piccolo (Secondo Programma, 1975)
- A modo mio (Rai, 1977)
- Ciclo di 8 commedie di e con Peppino De Filippo (Rai, 1976-1977)
- Tutto compreso (Rai Due, 1981)
- Uffa, domani è lunedì (Rai Uno, 1978)
- La sberla (Rai, 1978-1979)
- Black Out (Rai, 1980)
- Sotto le stelle (Rai Uno, 1982)
- Tutti insieme (Rai Uno, 1983)
- Chewing Gum Show (Rai Due, 1983)
- TV 1 (Rai 1, 1983)
- Drive In (Italia 1, 1983-1984)
- W le donne (Rete 4, 1984-1985)
- Grand Hotel (Canale 5, 1985-1986)
- Chi tiriamo in ballo? (Rai Due, 1986)
- Portobello (Rai Due, 1987)
- Fate il vostro gioco (Rai Due, 1987)
- Il testimone (Rai Due, 1988)
- Rinaldo in campo – dal Teatro Sistina di Roma (Rai Uno, 1989)
- Avanspettacolo (Rai Tre, 1992)
- Nonno Felice (Canale 5, 1992-1995)
- Partita doppia (Raiuno, 1992-1993)
- Tutti a casa (Rai Uno, 1993-1994)
- Fantasticò – Ant1 Grecia (1994-1995)
- I cervelloni (Rai Uno, 1995)
- Su le mani (Rai Uno, 1996)
- Per tutta la vita...? (2 edizioni) (Rai 1, 1997-1998)
- Fantastico (Rai 1, 1997-1998)
- Ci vediamo in TV (3 edizioni) (Rai, 1998-2000)
- Momenti di gloria (2 edizioni) (Canale 5, 1998 e 2000)
- Ultimo valzer (Rai 2, 1999)
- Aprite la porte a Cristo – Apertura Porta Santa (2000)
- La vita è meravigliosa (Canale 5, 2000)
- Ci vediamo in TV (Rai, 2000-2001)
- Piccole canaglie (Canale 5, 2001)
- Il castello (Rai 1, 2002-2003)
- Domenica in (2 edizioni) (Rai 1, 2003-2005)
- Suonare Stella (Rai 2, 2006)
- Il processo di Biscardi (7 Gold, 2006-2008)
- Tuttobenessere (Rai 1, 2006-2008)
- Tivvù, les Tv talk show in 13 puntate (2007)
- Distraction (Italia 1, 2007)
- Apocalypse Show (Rai 1, 2007)
- Uto Ughi racconta la musica, 10 puntate (Rai 1, 2008)
- Check in (Rai 1, 2010)
- Minissima 2010 (Rai 2, 2010)
- Gran Galà del Made in Italy (Rai 1, 2011)

### Regie teatrali
- Ballata siciliana. Teatro Olimpico di Roma
- Isso, essa e 'o malamente, con Vittorio Marsiglia
- Il postino dell'arcobaleno, con Enrico Beruschi. Teatro Odeon di Milano
- In bocca all'Ufo, con Renato Rascel e Giuditta Saltarini. Teatro Sistina di Roma
- Cin Ci La, con Franco Oppini
- Crazy Airplane
- Un giorno lungo 40 anni, con Gianfranco D'Angelo
- Inauguration Day IT'S. Shanghai

### Film
- Vai col liscio (1976)